# Retiro espiritual
El significado de un retiro espiritual puede variar según la comunidad religiosa. Los retiros espirituales son parte integrante de muchas comunidades hindúes, judías, budistas, cristianas y sufíes.
En el hinduismo y el budismo, algunos consideran que los retiros meditativos son una forma íntima de profundizar en la concentración y el discernimiento.
Los retiros también son populares en las iglesias cristianas, y fueron establecidos en su forma actual por San Ignacio de Loyola (1491-1556), en sus Ejercicios espirituales. Ignacio fue nombrado más tarde patrón de los retiros espirituales por el Papa Pío XI en 1922. Muchos protestantes, católicos y ortodoxos participan y organizan retiros espirituales cada año.
Los retiros meditativos son una práctica importante en el sufismo, la vía mística del Islam. El libro del maestro sufí Ibn Arabi Viaje al Señor del Poder (Risālat al-Anwār)  es una guía para el viaje interior que se publicó hace más de 700 años.

## Budismo

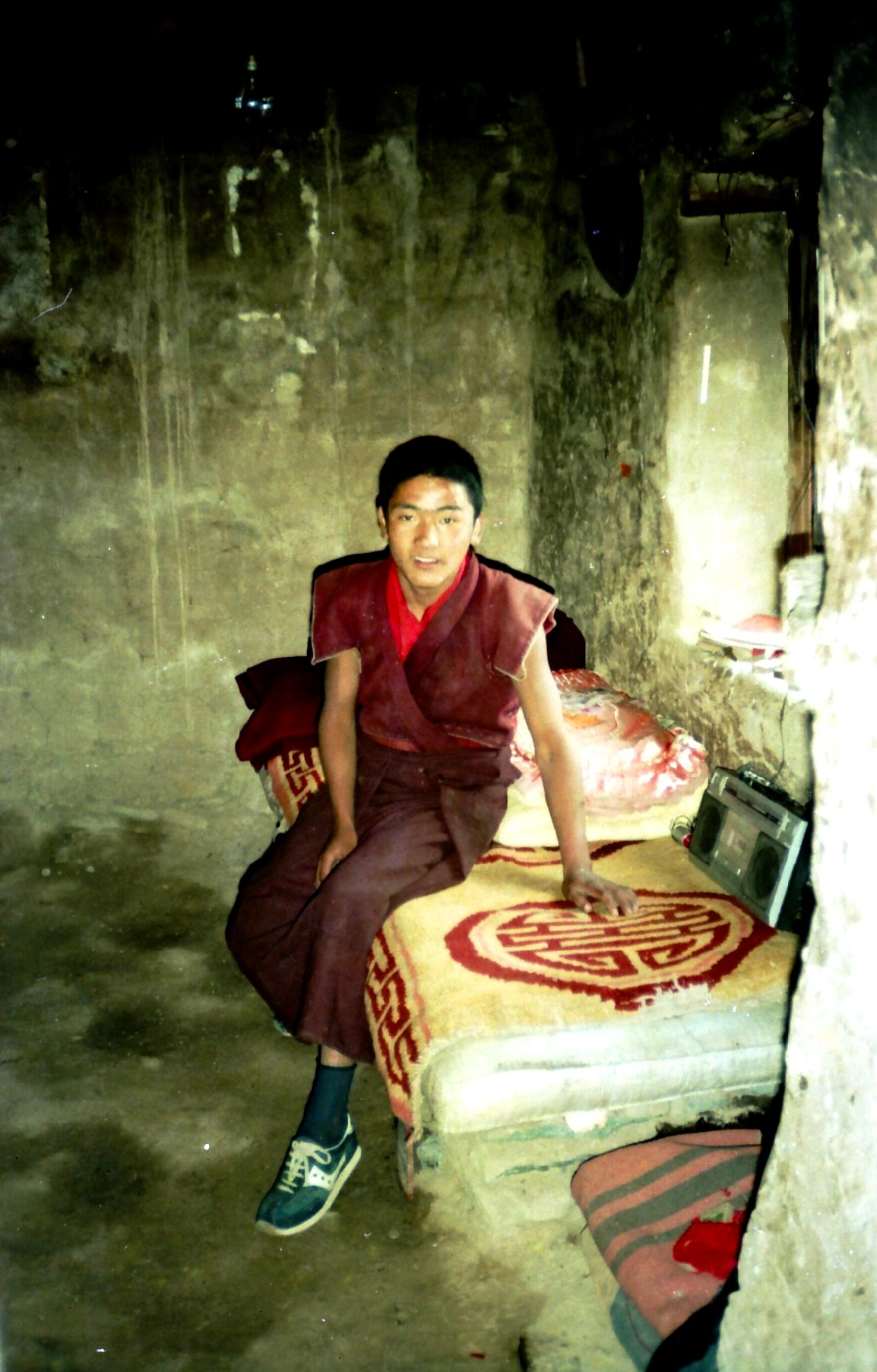
Joven monje en retiro de meditación, Yerpa, Tíbet en 1993

Un retiro puede ser un tiempo de soledad o una experiencia comunitaria. Algunos retiros se celebran en  silencio, y en otros puede haber mucha conversación, dependiendo de la comprensión y las prácticas aceptadas del centro anfitrión y/o del participante o participantes. Los retiros suelen realizarse en lugares rurales o remotos,ya sea de forma privada o en un centro de retiro como un monasterio. Algunos retiros para practicantes avanzados pueden realizarse en retiro oscuro, una forma de retiro que es común como práctica avanzada de Dzogchen en la escuela Nyingma del budismo tibetano.
Los retiros espirituales permiten dedicar tiempo a la reflexión, la oración o la meditación. Se consideran esenciales en el Budismo, habiendo sido una práctica común desde que el Vassa, o retiro de la estación de lluvias, fue establecido por el fundador del Budismo, Buda Gautama. En el Zen los retiros se conocen como sesshin.

## Cristianismo

### Catolicismo

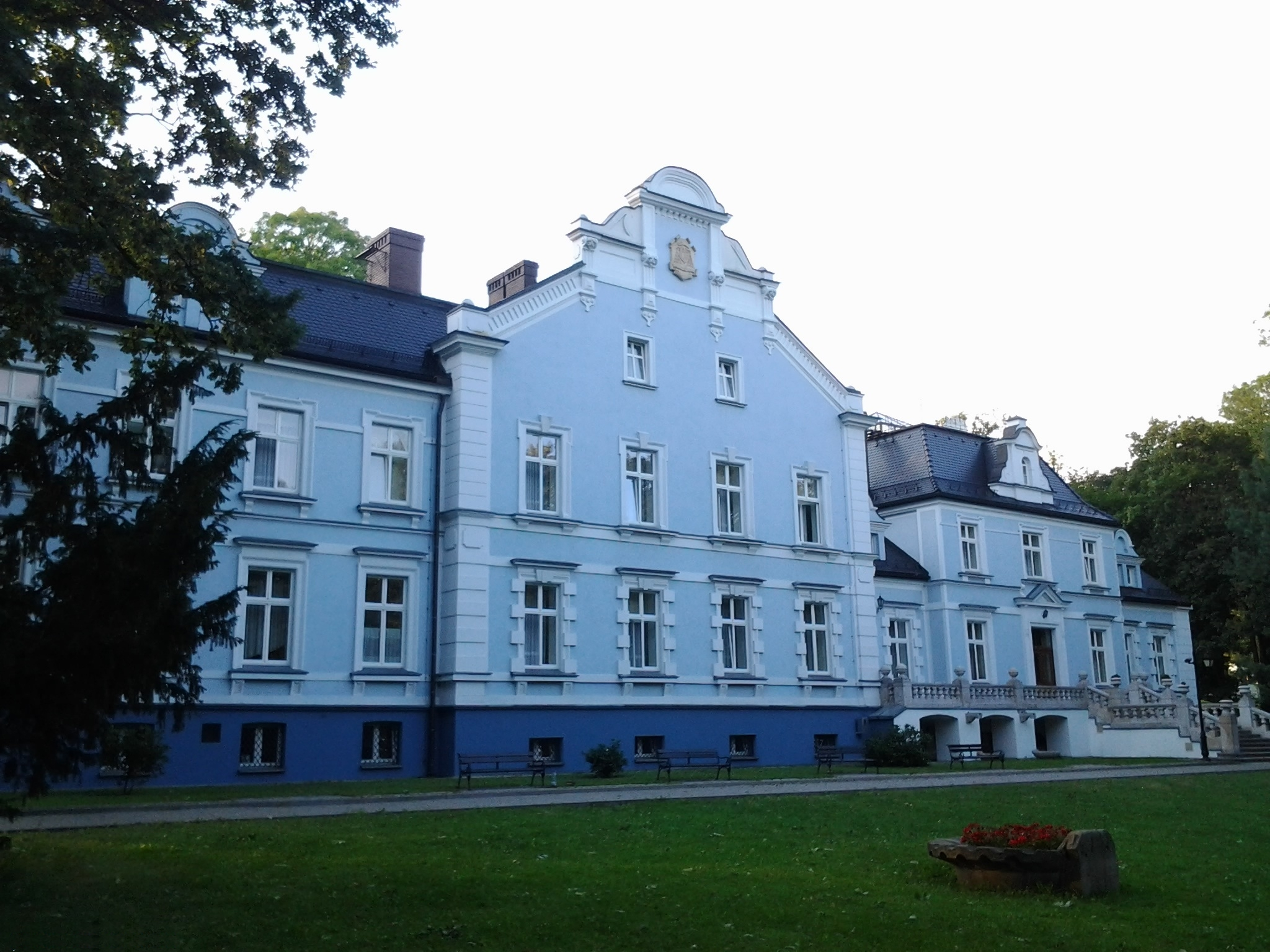
Wodzisław Śląski "Casa de Ejercicios" de la Arquidiócesis de Katowice

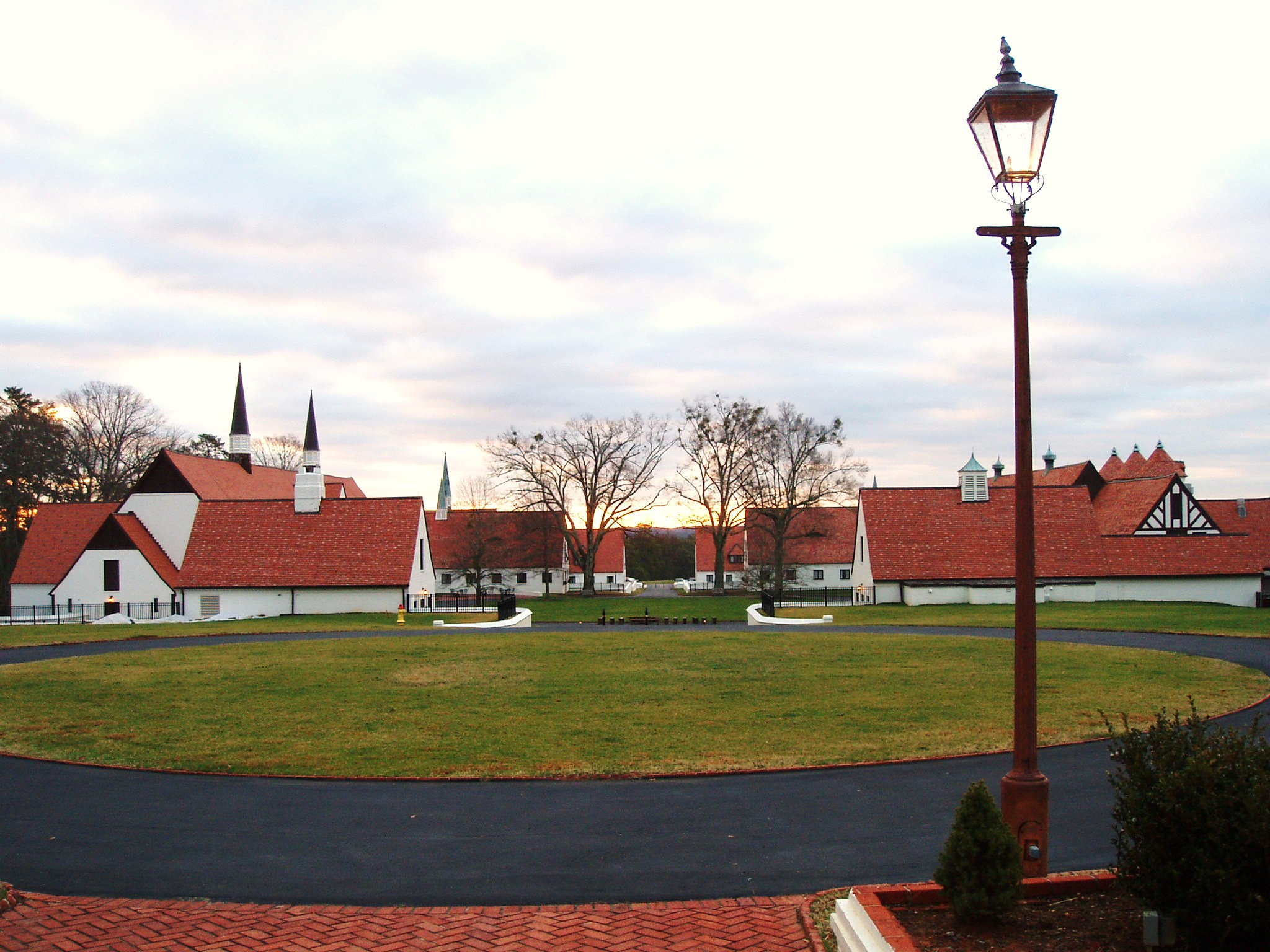
El Centro de Retiros WinShape de Rome, Georgia

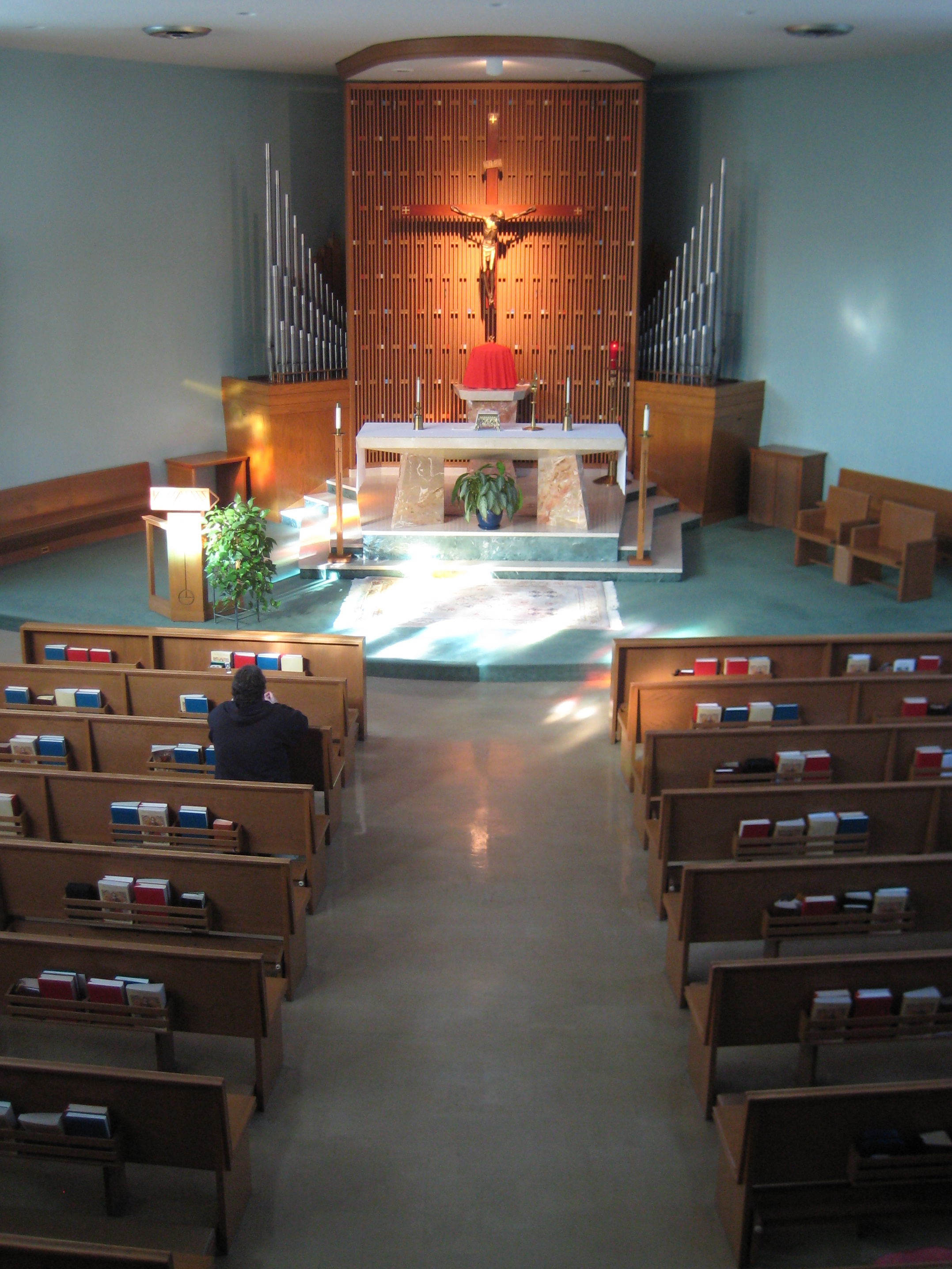
Un aspirante a seminarista reza durante un retiro de discernimiento vocacional en la capilla del Seminario Nacional Beato Juan XXIII en Massachusetts.

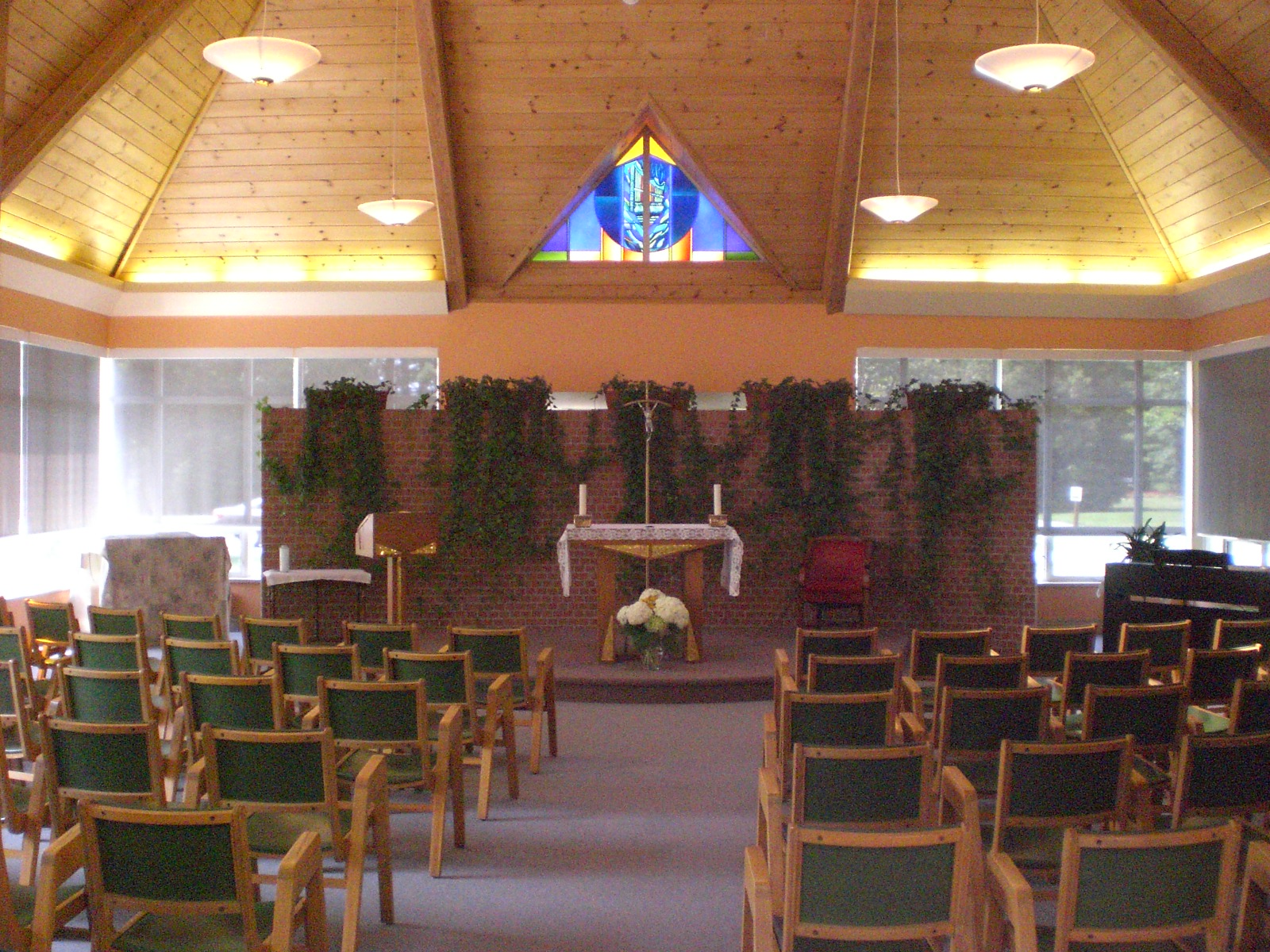
Manresa Retreat Centre, Pickering (Ontario)

El retiro cristiano puede definirse más sencillamente como un tiempo definido (desde unas horas de duración hasta un mes) que se pasa alejado de la vida normal con el propósito de volver a conectar, normalmente en oración, con Dios. Aunque la práctica de abandonar la vida cotidiana para conectar más profundamente con Dios, ya sea en el desierto (como los Padres del Desierto) o en un monasterio, es casi tan antigua como el propio cristianismo, la práctica de pasar un tiempo específico lejos de Dios es un fenómeno más moderno, que data de la década de 1520 y de San Ignacio de Loyola. Ignatius of Loyola]]'s composition of the Spiritual Exercises. El ayuno de Jesús en el desierto durante cuarenta días se utiliza como justificación bíblica de los retiros.
El retiro fue popularizado en el catolicismo romano por la Compañía de Jesús (jesuitas), cuyo fundador, San Ignacio de Loyola, como laico comenzó, en la década de 1520, a dirigir a otros en la realización (participación) de los ejercicios. Otra forma que adquirieron los Ejercicios, que llegó a conocerse como la decimonovena "Observación", 'permitía continuar con las ocupaciones ordinarias de cada uno con la condición de reservar unas horas al día para este propósito especial'.' Los ejercicios espirituales estaban destinados a personas que deseaban vivir más cerca de la voluntad de Dios para su vida.  En el siglo XVII, los retiros se extendieron mucho más en la Iglesia católica.
En un principio, los retiros no se consideraban adecuados para las mujeres, pero en 1674 Catherine de Francheville (fr), apoyada por el jesuita bretón Vincent Huby (fr), fundó una casa de retiro para mujeres en Vannes.   Ésta se convirtió en una comunidad de laicas, que también fundaron una casa filial en Quimper, pero fueron dispersadas por la Revolución Francesa.  Sin embargo, algunas se reunieron para fundar escuelas, y otras comunidades se establecieron en Inglaterra, y más tarde en Irlanda, Bélgica, Países Bajos e Italia.  A lo largo del siglo XIX, bajo el nombre de La Retraite (fr), se convirtieron en una congregación religiosa de monjas.  La participación activa de las hermanas en los retiros se redujo a finales del siglo XIX, pero volvió a florecer tras el Concilio Vaticano II, lo que supuso, entre otras actividades, la extensión de la comunidad a Chile, Sudáfrica, Camerún y Malí.
Tras el crecimiento del movimiento de Cursillos de Cristiandad en España en el siglo XX, se han popularizado retiros similares, utilizando material autorizado de Cursillos o material independiente basado vagamente en sus conceptos, lo que ha llevado al desarrollo del movimiento de los tres días.
Por lo general la razón de ser de estos retiros suele tener estas motivaciones:
- Sanación de heridas del alma
- Aumento de la fe
- Discernimiento vocacional (para entrar en el seminario —hombres— o al convento —mujeres—)

Los movimientos eclesiásticos responsables de estos retiros por lo general son Jeremías, Samuel y Emaús.

### Anglicanismo
Los retiros espirituales fueron introducidos en la Iglesia de Inglaterra por sacerdotes de la  Anglo-Católica Sociedad de la Santa Cruz en 1856, primero para el clero y luego también para los laicos. Estos retiros duraban cinco días. Los primeros retiros de la Sociedad de la Santa Cruz se celebraron en secreto. La práctica fue difundida por sacerdotes anglocatólicos como Francis Henry Murray,: 99  Alexander Forbes (obispo de Brechin),: 73,127  y Thomas Thellusson Carter.: 186  El Movimiento de Oxford difundió aún más la práctica de los retiros entre muchos hombres y mujeres devotos, tomando prestadas las prácticas católicas. Sus retiros solían durar de 3 a 4 días, y en ellos se practicaba mucho el silencio y la oración.
A finales del siglo XIX, y en los primeros años del XX, los retiros comenzaron a extenderse entre las clases trabajadoras y más allá de las de notable devoción. Estos retiros tenían un carácter menos ascético e incluían más conversación y ocio. Normalmente duraban entre 1 y 3 días.

### Cristianismo evangélico

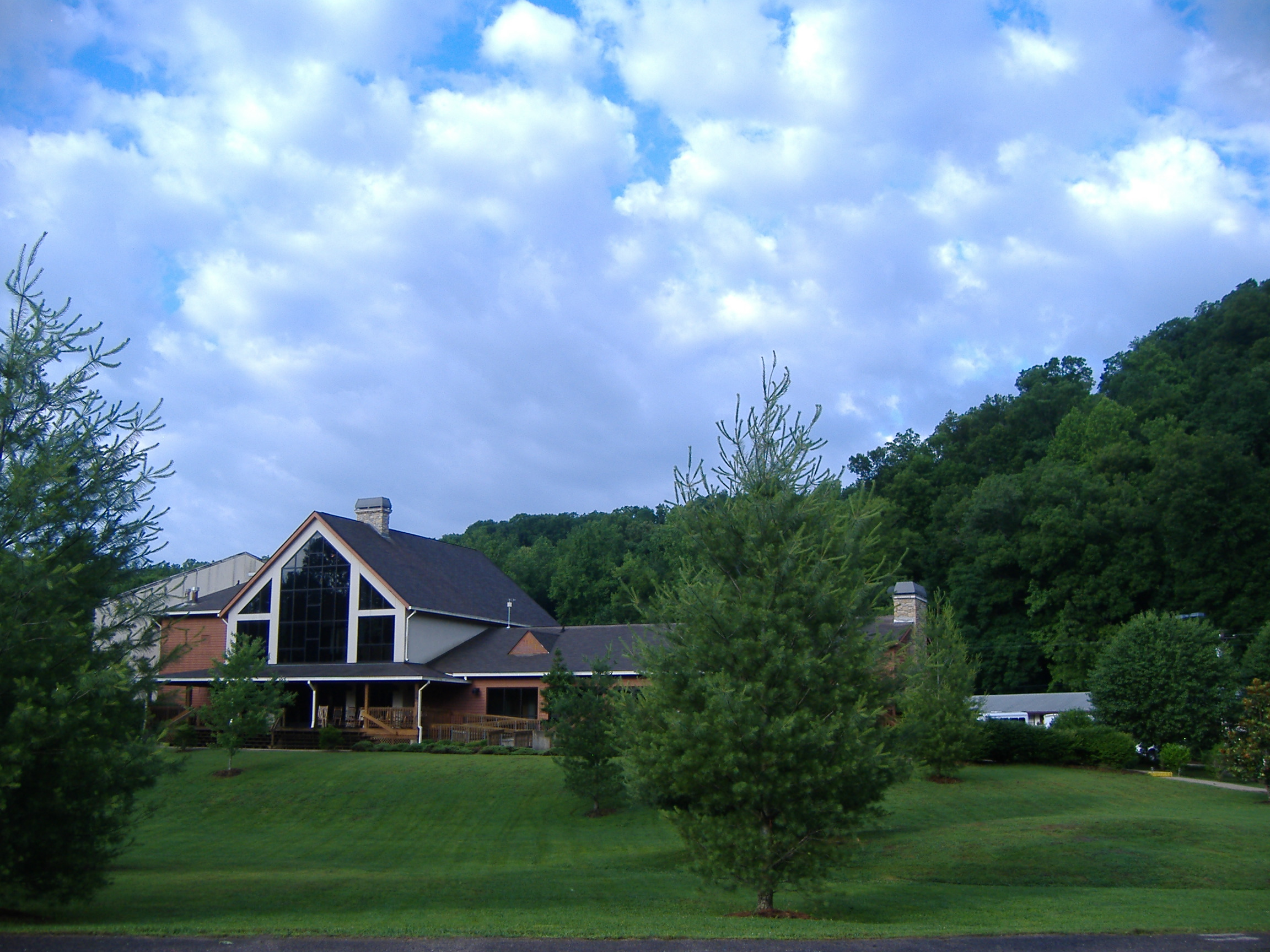
Centro de conferencias bautista Linden Valley en Linden (Tennessee), Estados Unidos.

En el cristianismo evangélico, los tiempos de retiro espiritual fueron propiciados por el desarrollo de los campamentos del siglo XIX, con el fin de promover la renovación espiritual, lejos de la ciudad y en la naturaleza.  Estos campamentos fueron una oportunidad para orar, cantar y escuchar sermones durante varios días.
Varias asociaciones eclesiásticas también han establecido campamentos o centros de convenciones en lugares aislados, que ofrecen momentos de retiro para niños y adultos. 

## Retiros sufíes o khalwa espiritual
La traducción de khālwa (del idioma árabe الخلوة) es reclusión o separación, pero tiene una connotación diferente en la terminología sufí en la que se refiere al acto de autoabandono en deseo de la Presencia Divina. En completa reclusión, el sufí repite continuamente el nombre de Dios como forma más elevada de meditación del recuerdo de Dios. En su libro, Viaje al Señor del Poder, Muhiyid-Did ibn Arabi (1165-1240 d. C.) habló de las etapas por las que pasa el sufí en su khalwa.
Ibn Arabi sugería: "El sufí debe cerrar su puerta contra el mundo durante cuarenta días y ocuparse del recuerdo de Alá, es decir, repetir sin cesar: "Alá, Alá...". Entonces, "Dios Todopoderoso extenderá ante él los grados del reino como una prueba. Primero, Él descubrirá los secretos del mundo mineral. Si se ocupa de dthikr, Él (Dios) desvelará a los secretos del mundo vegetal, luego los secretos del mundo animal, luego la infusión del mundo de la fuerza vital en las vidas, luego el "signo de la superficie" (la luz de los Nombres Divinos, según Abdul-Karim al-Yeeli, el traductor del libro), luego los grados de las ciencias especulativas, luego el mundo de la formación y el adorno y la belleza, luego los grados del qutb (el alma o pivote del universo -ver n.º 16) Entonces se le dará la sabiduría divina y el poder de los símbolos y la autoridad sobre el velo y el desvelamiento. Se le aclara el grado de la Presencia Divina, se le revelan el jardín (del Edén) y el Infierno, luego las formas originales del hijo de Adán, el Trono de la Misericordia. Si es oportuno, conocerá su destino. Entonces le revelará la Pluma, el Primer Intelecto (como lo llaman los filósofos sufíes), luego el Movedor de la Pluma, la mano derecha de la Verdad. (La "Verdad", tal como la define al-Yeli, es aquello por lo que todo ha sido creado, nada menos que Dios Altísimo.)[cita requerida]
La práctica del khalwah es seguida regularmente por los sufíes, con el permiso y la supervisión de una autoridad sufí.
Los sufíes basan la asignación de cuarenta días de período de khalwa en los cuarenta días que Alá había asignado a Musa (Moisés) como período de ayuno antes de hablarle, como se menciona en diferentes capítulos del Corán. Uno de ellos es el de surat al-Baqarah.
La Khalwa se sigue practicando hoy en día entre jeques autorizados, como Shaij Nazim al-Qubrusi, Lefka, Chipre.

## Meditación
Los cursos o retiros de meditación, en grupo o en solitario, son una parte común de muchas tradiciones de meditación.